# فيانويفا ميسيا
بلدية فيانويفا ميسيا (بالإسبانية: Villanueva Mesía) هي بلدية تقع في مقاطعة غرناطة التابعة لمنطقة أندلوسيا جنوب إسبانيا.

## الديموغرافيا
بلغ عدد سكان بلدية فيانويفا ميسيا 2.137 نسمة عام 2011 (وفقاً للمعهد الوطني الإسباني للإحصاء).
| 1.922 | 1.933 | 1.995 | 2.127 | 2.174 | 2.173 | 2.137 |